# Taylor Handley
Taylor Laurence Handley (Santa Barbara, 1º giugno 1984) è un attore statunitense.

## Biografia
È il minore di 3 fratelli (gli altri due sono gemelli) ed ha partecipato a diverse serie televisive fra cui The O.C., CSI - Scena del crimine e Dawson's Creek per cui fu nominato come "Young Artist Award" (premio giovanile) per la migliore interpretazione in un telefilm nel 2001.

## Filmografia

### Cinema
- Jack Frost, regia di Troy Miller (1998)
- Zerophilia, regia di Martin Curland (2005)
- The Standard, regia di Jordan Albertsen (2006)
- Non aprite quella porta - L'inizio (The Texas Chainsaw Massacre: The Beginning), regia di Jonathan Liebesman (2006)
- September Dawn, regia di Christopher Cain (2007)
- Skateland, regia di Anthony Burns (2011)
- World Invasion (Battle Los Angeles), regia di Jonathan Liebesman (2011)
- Sink Into You, regia di Jordan Albertsen – cortometraggio (2011)
- Chasing Mavericks - Sulla cresta dell'onda (Chasing Mavericks), regia di Curtis Hanson e Michael Apted (2012)
- Channeling, regia di Drew Thomas (2013)
- Greatness Awaits, regia di Rupert Sanders – cortometraggio (2013)
- Toxin, regia di Jason Dudek (2015)
- Bird Box, regia di Susanne Bier (2018)

### Televisione
- Sons of Thunder – serie TV, episodio 1x02 (1999)
- Odd Man Out – serie TV, episodio 1x10 (1999)
- Il fantasma del Megaplex (Phantom of the Megaplex), regia di Blair Treu – film TV (2000)
- Go Fish – serie TV, 5 episodi (2001)
- Frasier – serie TV, episodio 9x14 (2002)
- NYPD - New York Police Department (NYPD Blue) – serie TV, episodio 9x12 (2002)
- Il tocco di un angelo (Touched by an Angel) – serie TV, episodio 9x01 (2002)
- CSI - Scena del crimine (CSI: Crime Scene Investigation) – serie TV, episodio 3x03 (2002)
- Becker – serie TV, episodio 5x12 (2003)
- Dawson's Creek – serie TV, episodi 6x16-6x18-6x22 (2003)
- Then Came Jones, regista sconosciuto – film TV (2003)
- The O.C. – serie TV, 6 episodi (2003-2004)
- Blind Justice – serie TV, episodio 1x12 (2005)
- Cold Case - Delitti irrisolti (Cold Case) – serie TV, episodio 3x16 (2006)
- In From the Night, regia di Peter Levin – film TV (2006)
- CSI: Miami – serie TV, episodio 5x24 (2007)
- Hidden Palms – serie TV, 8 episodi (2007)
- Numb3rs – serie TV, episodio 5x19 (2009)
- The Cleaner – serie TV, episodio 2x08 (2009)
- Southland – serie TV, episodi 1x01-1x03-2x02 (2009-2010)
- CSI: NY – serie TV, episodio 7x03 (2010)
- The Glades – serie TV, episodio 2x04 (2011)
- Law & Order: LA (Law & Order: Los Angeles) – serie TV, episodio 1x22 (2011)
- Vegas – serie TV, 21 episodi (2012-2013)
- Horizon, regia di Yves Simoneau – episodio pilota (2013)
- Scorpion – serie TV, episodio 2x13 (2016)
- APB - A tutte le unità (APB) – serie TV, 12 episodi (2017)
- Imposters – serie TV, episodio 2x01 (2018)
- Code Black – serie TV, episodi 3x12-3x13 (2018)
- Proven Innocent – serie TV, episodio 1x05 (2019)
- The I-Land – miniserie TV, puntata 05 (2019)
- Hawaii Five-0 – serie TV, episodio 10x07 (2019)
- Animal Kingdom – serie TV, episodi 5x07-5x08 (2021)
- Mayor of Kingstown – serie TV, 10 episodi (2021-in corso)

## Doppiatori italiani
Nelle versioni in italiano dei suoi lavori, Taylor Handley è stato doppiato da:
- Stefano Crescentini in Non aprite quella porta - l'inizio , Vegas, The O.C
- Alessandro Tiberi in Jack Frost, il fantasma del Megaplex
- Andrea Mete in APB - A tutte le unità
- Daniele Giuliani in Hidden Palms
- Paolo Vivio in Dawson's Creek
- Alessio Puccio in Cold Case - Delitti irrisolti
- Roberto Draghetti in CSI: Miami
- Giuliano Bonetto in CSI: NY
- Emiliano Coltorti in The Glades
- Guido Di Naccio in Code Black
- Raffaele Carpentieri in Hawaii Five-0
- Lorenzo De Angelis in Mayor of Kingstown